# La Tour, Alpes-Maritimes

La Tour este o comună în departamentul Alpes-Maritimes din sud-estul Franței. În 1 ianuarie 2022 avea o populație de 540 de locuitori.